# Karmelitinnenkloster Mariazell

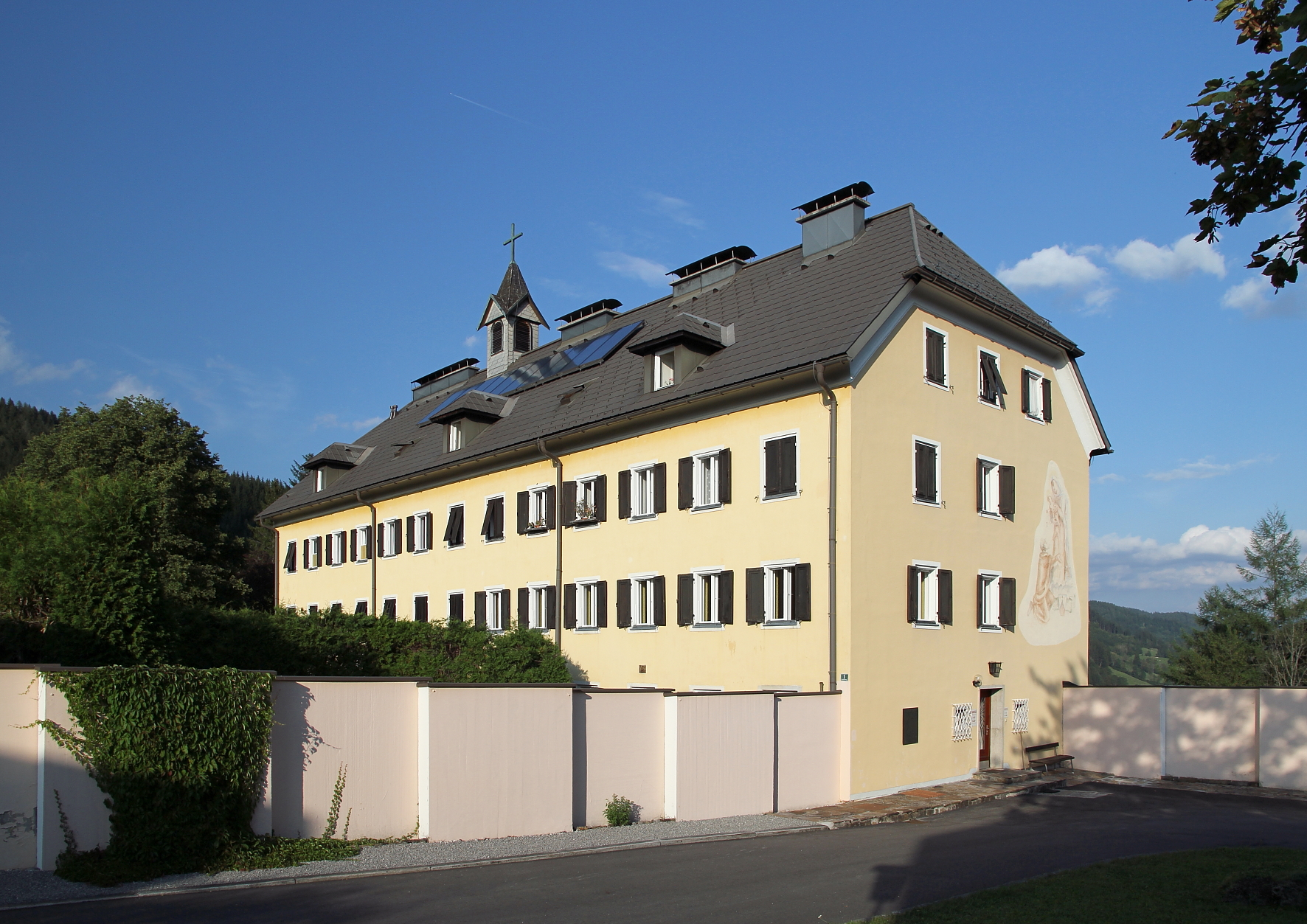
Herz-Marien-Karmel Mariazell

Das Karmelitinnenkloster Mariazell ist ein Kloster der Unbeschuhten Karmelitinnen in Mariazell, Steiermark, in der Diözese Graz-Seckau in Österreich. Es trägt das Patrozinium Herz Mariä, weshalb das Kloster auch Herz-Marien-Karmel genannt wird.

## Geschichte
Der Herz-Marien-Karmel wurde 1957 vom Mutterkloster Karmel St. Josef in Wien-Baumgarten im Zusammenhang mit dem 800-Jahr-Jubiläum von Basilika Mariazell, dem bedeutendsten Wallfahrtsort in Österreich, gegründet. Ausgehend vom Karmel Mariazell gingen drei Neugründungen aus: 1962 in Taegu (Südkorea), 1986 den Heilig-Kreuz-Karmel in Bärnbach (Steiermark) und 1985 den Karmel Mater Dolorosa in Maria Jeutendorf (Niederösterreich). Die Karmelitinnen bestreiten ihren Lebensunterhalt vornehmlich durch die Herstellung von Hostien, das Waschen und Ausbessern von Kirchenwäsche und Kunsthandwerk.
2021 lebten acht Schwestern im Karmel Mariazell.